# Mar de Creta
El mar de Creta (en griego moderno: Κρητικό Πέλαγος, Kritiko Pelago) es la parte meridional del mar Egeo, uno de los mares litorales del mar Mediterráneo. Sus límites son: 
- al sur, la costa septentrional de la isla de Creta;
- al norte, las islas Milo, Folégandros, Santorini y Anafi, las islas meridionales de las islas Cícladas
- al oeste, las islas de Citera y Anticitera;
- al este, las islas Karpatos y Kasos, en el archipiélago del Dodecaneso.

Comunica al oeste, con el mar Jónico, a través del estrecho de Elafonissi; y, al norte, con el mar Myrteno y el propio mar Egeo.

## Puertos y ciudades
- Kastelli-Kissamos, suroeste
- La Canea, suroeste
- Suda, suroeste
- Rétino, sur
- Heraclión, sur
- Agios Nikolaos, sureste
- Sitia, sureste
- Kasos, sureste
- Anafi, noreste
- Santorin, norte